# Manicure

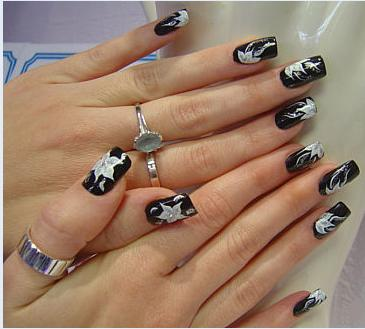
Nagelkunst

Een manicure is een behandeling van de handen en vaak vooral van de nagels. Ook degene die deze handeling beroepsmatig uitvoert, wordt een manicure genoemd.
De huid wordt gekalmeerd en ontspannen door middel van warme handbaden en vochtregulerende lotions. Bij de nagels wordt de nagelriem naar achter geduwd en de nagel in een mooie vorm gevijld. De dode huidcellen van de natuurlijke nagel worden verwijderd. De nagelriem wordt bevochtigd met nagelriemolie.
Naar keuze kunnen er kunstnagels op de natuurlijke nagels geplakt worden of de natuurlijke nagels kunnen gelakt worden. Dit kan met zoveel aandacht en originaliteit gebeuren dat het uitgroeit tot een kunstvorm. Er wordt aangenomen dat manicure al 5000 jaar geleden in Indië werd beoefend.